# Wyn Morris
Wyn Morris (Trellech, Monmouthshire, Reino Unido; 14 de febrero de 1929-Londres, 23 de febrero de 2010) fue un director de orquesta británico.

## Biografía
Morris era hijo del compositor Haydn Morris y en su educación musical incluyó clases en la Royal Academy of Music y la Salzburg Mozarteum donde fue pupilo de Igor Markevitch.
Fue especialmente reconocido por sus interpretaciones de las obras de Gustav Mahler, que grabó casi en su totalidad durante de la década de los 60 y 70. Fue el primer en grabar la segunda versión de la Sinfonía n.º 10 para Deryck Cooke en 1972, sólo la tercera vez que se había realizado una grabación de la obra hasta esemomento. TAmbién dirigió la primera grabación de la realización de Barry Cooper sobre la Sinfonía n.º 10 de Ludwig van Beethoven en 1988.
Morris fundó la Sinfónica de Londres en 1965, con la que grabó numerosas obras de Mahler. También fue director de música de la Royal National Eisteddfod de 1960 a 1962, y de la Huddersfield Choral Society de 1969 a 1972 Fue el responsable de la primera representación en Gran Bretaña de Las vísperas de Serguéi Rajmáninov.
Morris podía ser algo abrasivo en estilo, tanto con orquestas como con administradores. En sus obituarios fue descrito como diversamente "truculento" y "cascarrabias", alienando incluso a aquellos que complacían su temperamento por el bien de los resultados artísticos. Otros observaron que era esencialmente un maestro fuera de tiempo. Su comportamiento voluntarioso y exigente pertenecía a una época en la que los directores podían comandar orquestas de esa manera y, por lo tanto, finalmente se encontró fuera de lugar.